# Bürstadt
Bürstadt este un orășel situat în sudul landului Hessa, în districtul Bergstraße.

## Geografie

### Poziția geografică
Bürstadt se află în Câmpia Rinului Superior, între fluviul Rin și munții Odenwald, în regiunea numită Hessisches Ried. Localitățile învecinate sunt: la nord – comuna Biblis, la nord-est – comuna Einhausen, la est – orașul Lorsch, iar la sud și vest – orașul Lampertheim.

### Împărțire administrativă
Bürstadt este împărțit în trei cartiere: Bobstadt, Bürstadt (orașul propriu-zis) și Riedrode. Satele Bobstadt și Riedrode se află la aproximativ un kilometru de centrul orașului. De asemenea, există și zona Boxheimerhof, care, datorită extinderii locuințelor, a devenit între timp un cartier separat, precum și o colonie de grădinari în partea de sud a orașului, care își are originile în perioada romană.

## Istorie

### Preistorie
Datorită solurilor fertile și a abundenței de vânat și specii, malurile înalte ale Rinului au fost locuite încă din vremuri străvechi.
Un monolit cu înălțimea de 1,35 m aflat în perimetrul localității Bürstadt, cunoscut sub numele de Sackstein, este, cel mai probabil, un menhir din perioada târzie a Neoliticului. Movilele funerare din pădurile din jurul orașului au oferit descoperiri ce pot fi atribuite perioadei Hallstatt. Deosebit de interesante sunt și obiectele descoperite din epoca timpurie La Tène, cum ar fi un pahar modelat manual cu motive în relief datând din jurul anului 500 î.Hr. La marginea pădurii Bürstadt se găsesc urmele unei așezări romane extinse.

### Evul Mediu
În anul 764, contele Cancor a fondat mănăstirea Lorsch. La 20 ianuarie 773, Carol cel Mare a donat orașul Heppenheim, împreună cu districtul său – vasta Marcă Heppenheim – mănăstirii imperiale. Cea mai veche mențiune păstrată despre Bürstadt datează din 1 noiembrie 767 și apare în Codexul de la Lorsch, un registru de posesiuni al mănăstirii. Documentul redat acolo atestă că un anume Turinicbert a donat mănăstirii o curte, o pajiște și șase jugăre de teren arabil „în marca Birstather”. Pe lângă aceasta, sunt consemnate și multe alte donații. În 789, domeniul Boxheimer Hof este menționat sub numele de „Villa wizzilin” sau „Wizzelai” ca proprietate a mănăstirii Lorsch. În 1275, domeniul apare sub numele Boxheim.
Pentru călători, Bürstadt se afla la jumătatea drumului dintre Worms, unde exista un pod peste Rin, și mănăstirea Lorsch.
La Bürstadt a existat un domeniu regal carolingian. Sunt atestate vizite ale regelui Ludovic al II-lea (cel Germanic) în anii 861, 870 și 873. La sfârșitul lunii aprilie 873, acesta a ținut o adunare imperială (placitum) la curtea regală din Bürstadt. Au avut loc, printre altele, negocieri cu o delegație a regelui danez Sigurd al II-lea Snogöje, precum și o audiență acordată unui sol al cneazului mare-moravian Svatopluk I. Tot acolo a avut loc și împăcarea dintre Ludovic cel Germanic și fiii săi.
Curtea regală din Bürstadt este menționată și cu ocazia vizitelor regelui Ludovic al III-lea între 22–26 mai 877, a împăratului Carol al III-lea la 22 mai 882, precum și în mai și octombrie 984, și ultima oară în mai 994 de către împăratul Otto al III-lea.
Perioada de glorie a mănăstirii Lorsch, în a cărei jurisdicție se afla Bürstadt, a fost urmată de un declin în secolele XI–XII. În timpul disputei pentru învestitură (1076–1122), multe proprietăți au fost cedate nobilimii. Rezultatul Concordatului de la Worms a fost anunțat la „pajiștile de frunze ale Bürstadtului” în 23 septembrie, în prezența împăratului Henric al V-lea. Până la începutul secolului al XX-lea, denumirea tradițională „Laubwiese” a fost păstrată în zona agricolă 20/21 a vechii comune Bürstadt.

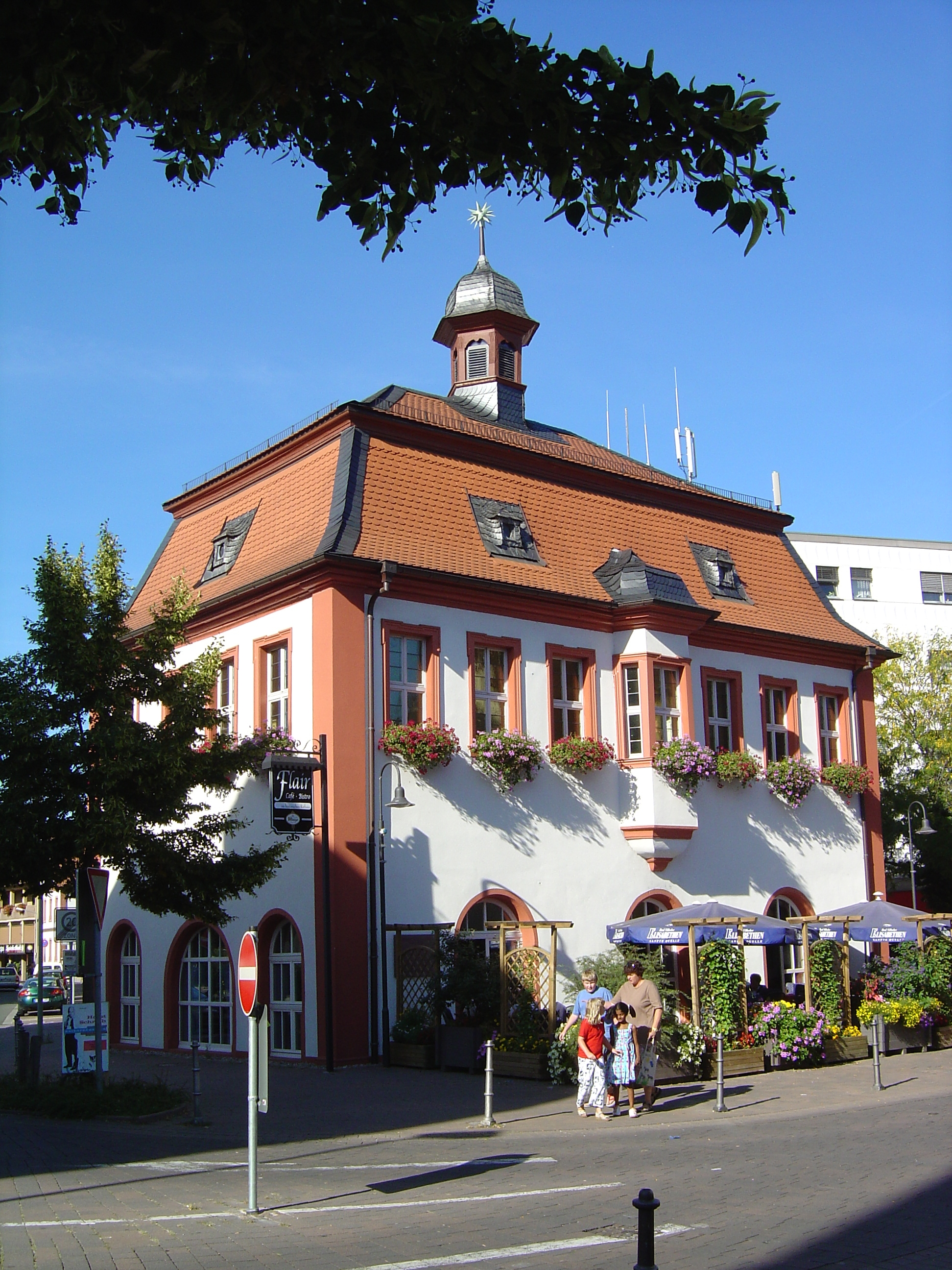
Primăria istorică din Bürstadt

Pajiștile Laubwiese sunt menționate din nou în 1147, când în lunile iunie și iulie armata cruciată franceză condusă de regele Ludovic al VII-lea a campat acolo, așteptând întăriri.La sfârșitul secolului al XII-lea, s-a încercat reorganizarea administrării mănăstirii Lorsch prin consemnarea vechilor acte de donație (Codexul de la Lorsch). Cu toate acestea, în 1232, împăratul Frederic al II-lea a plasat mănăstirea sub autoritatea arhiepiscopiei de Mainz și a episcopului Siegfried al III-lea de Eppstein, cu scopul reformării. Călugării benedictini au refuzat reforma și au fost alungați. Au fost înlocuiți mai întâi cu călugări cistercieni de la mănăstirea Eberbach, iar în 1248, cu premonstratezi de la mănăstirea Allerheiligen. De atunci înainte, mănăstirea a funcționat ca protopopiat.
Datorită statutului special al mănăstirii imperiale, vogții monastici (administratori și judecători ai proprietăților) au avut un rol esențial. În jurul anului 1165, această funcție a fost preluată de conte-palatinii. Din această relație au apărut conflicte serioase între arhiepiscopia Mainz și Palatinatul Electoral, care deținea drepturile de vogt. Disputa s-a încheiat abia la începutul secolului al XIV-lea printr-un acord care a împărțit proprietățile mănăstirii între Mainz și Palatinat, confirmând drepturile de vogt ale conților palatini.
În 1267, este menționat pentru prima oară un burggraf (guvernator de castel) la Starkenburg (deasupra Heppenheimului), care administra și districtul Starkenburg, din care făcea parte și Bürstadt. Jurisdicția înaltă era exercitată de Zent Heppenheim, al cărei judecător suprem era burggraful.
În timpul conflictului capitlului din Mainz, cu efecte grave pentru arhiepiscopie, districtul Starkenburg a fost ipotecat către Palatinatul Electoral, dar cu posibilitatea de răscumpărare. Ulterior, a rămas timp de 160 de ani sub control palatin. Contele-palatine Friedrich, în schimbul sprijinului oferit arhiepiscopului Diether, a primit în 1461, prin „Liga de la Weinheim”, districtul Starkenburg drept garanție. Arhiepiscopia Mainz și-a rezervat dreptul de a răscumpăra teritoriul cu 100.000 de livre.

### Epoca Modernă Timpurie

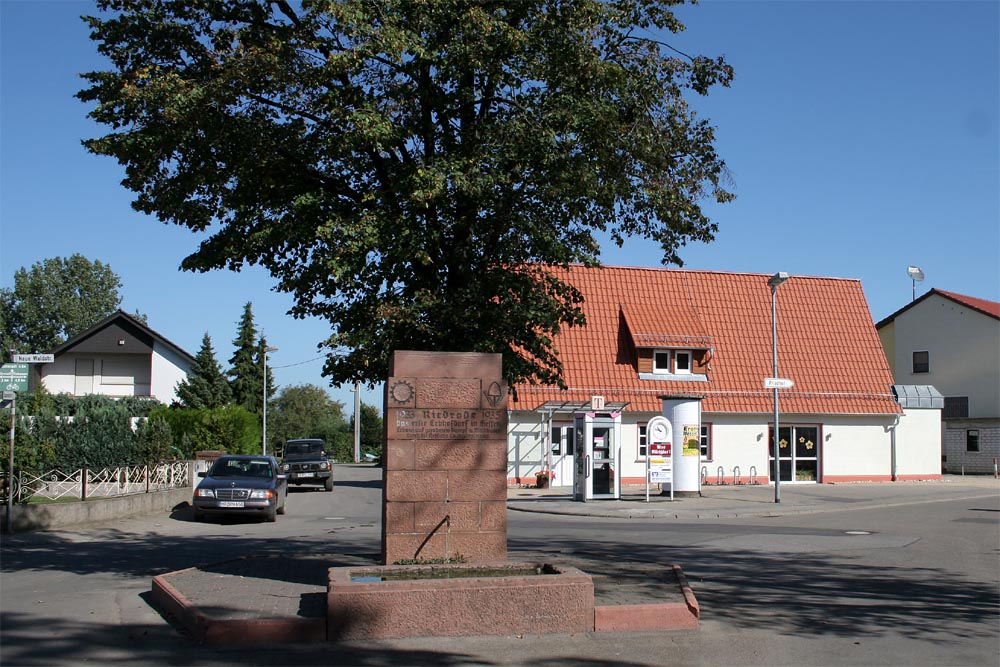
Piața satului Riedrode

În 1511, Bürstadt făcea parte din capitlul rural Bensheim (numit și capitlul Bergstraße). În jurul anului 1550 a fost construită biserica veche Sf. Mihail (Alt-St.-Michael), care în 1732 a fost demolată pentru a face loc noii biserici baroce Sf. Mihail.
La începuturile Reformei, conducătorii palatini au simpatizat deschis cu doctrina luterană, dar abia sub domnia prințului elector Ottheinrich (1556–1559) s-a realizat oficial trecerea la credința luterană. Ulterior, succesorii săi – și odată cu ei, forțat și populația – au oscilat de mai multe ori între confesiunea luterană și cea reformată. Ca urmare a Reformei, Palatinatul a desființat mănăstirea Lorsch în 1564. Drepturile existente ale mănăstirii, cum ar fi zeciuelile, rentele funciare, dările și veniturile, au fost de atunci gestionate de Administrația Superioară Lorsch (Oberschaffnerei Lorsch).

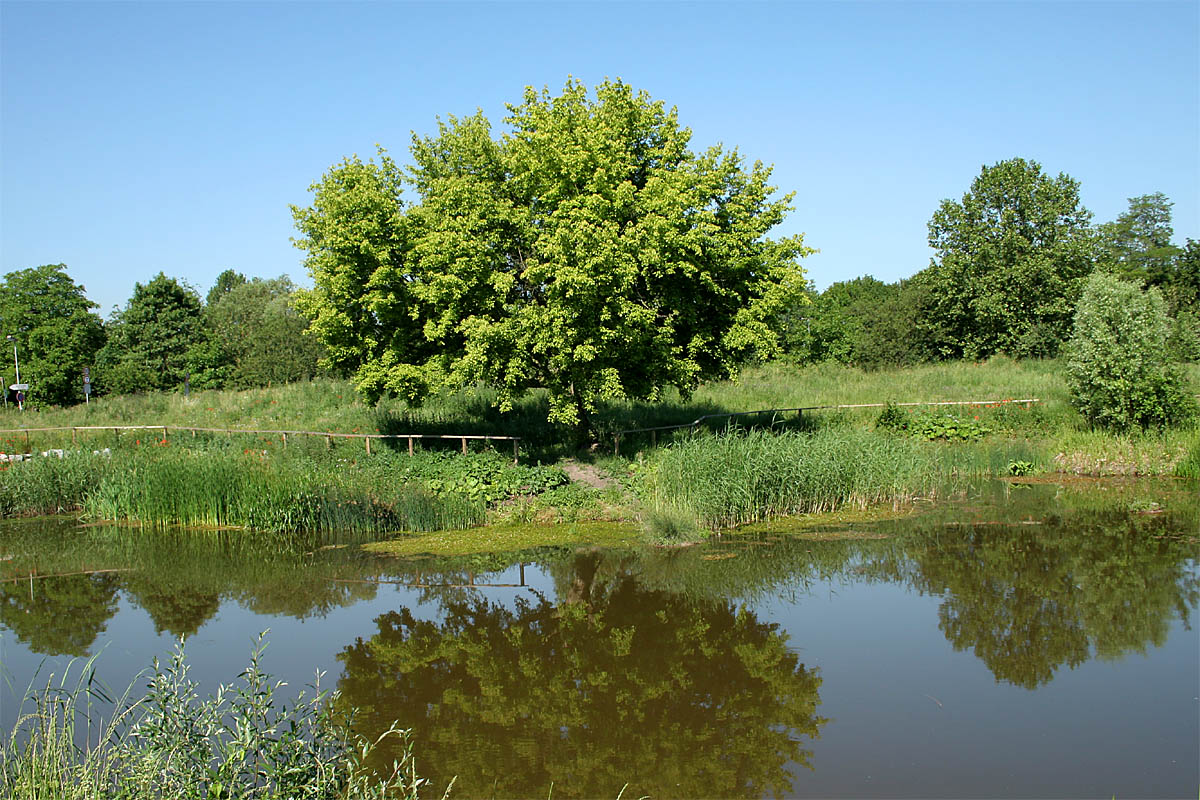
Oaza naturală Lachgärten, Bürstadt

În cursul Războiului de Treizeci de Ani (1618–1648), trupele spaniole ale Ligii Catolice au cucerit regiunea și, în 1623, au restabilit dominația arhiepiscopiei de Mainz (Kurmainz). Reforma introdusă anterior de conții palatini a fost, în mare măsură, anulată, iar populația a fost obligată să revină la biserica catolică. Deși trupele spaniole s-au retras după zece ani în fața avansului suedezilor, în urma înfrângerii protestanților la Nördlingen în 1634, și suedezii s-au retras de pe Bergstraße. Odată cu începerea războiului suedezo-francez în 1635, a început cel mai sângeros capitol al războiului de treizeci de ani.

Cronici din acea vreme relatează din regiune:
„Ciuma și foametea bântuie ținutul și decimează populația, astfel încât satele rămân adesea complet pustii.”
Bürstadt a fost nelocuit timp de zece ani, iar toate casele au fost distruse prin incendii. Dacă în 1618 orașul avea circa 700 de locuitori, în 1648 mai erau doar 154 de suflete.
Pacea de la Westfalia din 1648 a consfințit în mod definitiv retragerea drepturilor Palatinatului asupra zonei. La mijlocul secolului al XVIII-lea au fost construite etajul superior al vechii primării și biserica barocă Sf. Mihail, care a fost sfințită la 16 septembrie 1753 de către preotul Joseph Thomas Loskandt. În 1756, biserica a primit un turn, iar în jurul anului 1760, o casă parohială, care există și astăzi. Școala de lângă biserică, construită în 1733, a fost folosită ulterior ca locuință pentru învățător.
În anul 1782, arhiepiscopia de Mainz (Kurmainz) a implementat o reformă administrativă în cadrul districtului Starkenburg, prin care a fost înființată o vogtei (administrație) la Lorsch. Districtul a fost redenumit în „Oberamt” (district superior) și era alcătuit din administrațiile locale (vogtei) din Lorsch, Fürth, Heppenheim și Bensheim. De Vogteia Lorsch aparțineau, pe lângă Bürstadt, și localitățile Lorsch, Biblis, Klein-Hausen și Viernheim. Oberamt Starkenburg se afla în subordinea arhiepiscopiei inferioare a principatului electoral de Mainz.